# Armando Aste
Armando Aste (Isera, 6 de janeiro de 1926 – 1 de setembro de 2017) foi um alpinista italiano entre os mais influentes do pós-guerra.
Aste fez parte da primeira ascensão da face norte do Eiger de um grupo de alpinistas italianos em 1962, grupo composto por Pierlorenzo Acquistapace, Gildo Airoldi, Andrea Mellano, Romano Perego e Franco Solina. Fui mesmo o primeiro a escalar a parede sul da Torres del Paine que se encontra na Patagonia na  Cordilheira dos Andes. Foi um dos primeiros a efectuar várias primeiras ascensões nas Dolomitas, o seu terreno de predilecção e o seu nome encontra-se ligado a vários percursos como o Aste-Susatti sul no Monte Civetta (Belluno) entre 26-28 de agosto de 1954.

## Ascensões
- Primeira ascensão solitária da Via Brandler-Hasse[2]
- 1958 - Focobon, (Pale di San Martino) com Franco Solina, 16 - 19 de agosto
- 1959 - Piz Serauta, (Marmolada), com Franco Solina, 10 - 15 de agosto
- 1959 - Crozzon di Brenta, com Milo Navasa 26 - 28 agosto 1959,
- 1964 - Cima Ombretta, (Marmolada) com Franco Solina, entre 24-29 agosto 1964 ao longo da "Via dell'Ideale", repetida pela primeira vez por Reinhold Messner.[3]

## Biografia
- Giovanni Capra, Due cordate per una parete, Editore Corbaccio, Itália (2006). O livro descreve a ascensão da face norte do Eiger
- Armando Aste, Pilastri del Cielo, Nordpress, Itália, 2000.
- Armando Aste: Cuore di Roccia. Manfrini Stampatori, Itália (1988).
- Armando Aste: Commiato. Nuovi Sentieri, Itália (2014).
- Armando Aste, Nella Luce dei Monti, Nuovi Sentieri, Itália, 2015.

Biografia encontrada em it:Armando Aste